# Jagdstaffel 78
La Jagdstaffel 78 (in tedesco: Königlich Bayerische Jagdstaffel Nr 78, abbreviato in Jasta 78) era una squadriglia (staffel) da caccia della componente aerea del Deutsches Heer, l'esercito dell'Impero tedesco, durante la prima guerra mondiale (1914-1918).

## Storia
La Jagdstaffel 78 venne fondata il 15 dicembre 1917 presso il Fliegerersatz-Abteilung (distaccamento di avizione di riserva) 1 di Schleißheim e due giorni dopo venne messa a disposizione della Armee-Abteilung C. Il 28 gennaio venne messa sotto il comando della Armee-Abteilung A dove rimase fino alla fine del conflitto. La prima vittoria aerea venne fatta registrare il 12 luglio 1918. 
Ludwig Schmid è stato l'ultimo Staffelführer (comandante) della Jagdstaffel 78, dal 9 ottobre del 1918 fino alla fine della guerra.
Alla fine della prima guerra mondiale, alla Jagdstaffel 78 vennero accreditate 8 vittorie aeree di cui 1 per l'abbattimento di palloni da osservazione. Di contro, la Jasta 78 perse due piloti, uno morì in incidente aereo e tre piloti feriti in incidenti aerei.

## Lista dei comandanti della Jagdstaffel 78
Di seguito vengono riportati i nomi dei piloti che si succedettero al comando della Jagdstaffel 78.
| Grado | Nome               | Periodo                           |
| ----- | ------------------ | --------------------------------- |
|       | Robert Dycke       | 15 dicembre 1917 - 30 luglio 1918 |
|       | Reinhold Benz      | 30 luglio 1918 - 13 agosto 1918   |
|       | Gerhard Ungewitter | ? - ?                             |
|       | Hans Jungwirth     | ? - 9 ottobre 1918                |
|       | Ludwig Schmid      | 9 ottobre 1918 - 11 novembre 1918 |

## Lista delle basi utilizzate dalla Jagdstaffel 78
- Burscheid, Germania: 28 gennaio 1918
- Buhl, Francia